# Game Urara
 (août 2025).
Si vous disposez d'ouvrages ou d'articles de référence ou si vous connaissez des sites web de qualité traitant du thème abordé ici, merci de compléter l'article en donnant les références utiles à sa vérifiabilité et en les liant à la section « Notes et références ».
Game Urara (ゲームウララ) était un magazine japonais de jeux vidéo à publication bimensuelle, publié par Core Magazine Co., Ltd. entre 1995 et 1996. Il comporta cinq numéros officiels, avec un sixième numéro présumé non officiel publié en 2001.

## Description
Le magazine se distinguait par son approche extrême de la culture vidéoludique underground — hacking, piratage, matériel cloné (Magicoms), doujins, guides techniques, et contenu érotique très explicite, parfois au-delà des limites du supportable.  
Il offrait plus de 200 pages par numéro, avec des articles informels, crus et provocateurs.
Il est notamment l'unique média de cette époque a avoir accordé une publicité au jeu Hong Kong 97 (lors du premier numéro du magazine).

## Numéros
| Numéro                  | Date approximative | Prix    |
| ----------------------- | ------------------ | ------- |
| Vol. 1                  | mai 1995           | ¥1 000  |
| Vol. 2                  | juillet 1995       | ¥1 000  |
| Vol. 3                  | septembre 1995     | ¥1 000  |
| Vol. 4                  | novembre 1995      | ¥1 000  |
| Vol. 5                  | janvier 1996       | ¥1 000  |
| Vol. 6 ? (non officiel) | ~2001              | Inconnu |

## Thèmes marquants
- Catalogue des « Magicoms » (copieurs de jeux Super Famicom) — Vol. 1
- Publicités pour des jeux controversés comme Hong Kong 97 — unique présence en presse papier
- Appareil de télépathie lié à la secte Aum Shinrikyo — brève présentée de façon satirique
- Guides techniques (ex. Doom II), tests d’arcade (ex. Seeker Head), expériences "scientifiques" (résistance des consoles à l’eau), découvertes de prototypes (Action 52 sur Mega Drive), etc.

## Archives et postérité
Tous les numéros officiels (Vol. 1 à Vol. 5) sont disponibles en scans haute résolution (600 DPI) sur l’Internet Archive.  
Le contenu reste une référence de l’envers du décor du gaming des années 1990 au Japon, salué comme une archive subversive de la culture underground.